# Bloom Into You
Bloom Into You (やがて君になる?, Yagate kimi ni naru, lett. "Infine diventerò te") è un manga scritto e disegnato da Nio Nakatani, serializzato su Dengeki Daioh dal 27 aprile 2015 al 27 settembre 2019. Un adattamento anime, prodotto da Troyca, è stato trasmesso in Giappone tra il 5 ottobre e il 28 dicembre 2018.

## Trama
Yuu Koito è una studentessa del primo anno delle superiori, che non ha mai avuto una relazione e non sa cosa significhi innamorarsi di qualcuno. Dopo aver terminato gli esami, un suo compagno di classe e grande amico le confessò il suo amore. Tuttavia, lei scoprì di non poter provare sentimenti romantici anche se lo desiderava, giungendo alla conclusione di non potersi innamorare di nessuno. Durante il primo giorno delle scuole superiori Yuu incontra Touko, famosa per essere la ragazza più brava della scuola (ma anche la studentessa più bella che rifiuta tutte le confessioni d'amore che le vengono fatte) e la vicepresidente del consiglio studentesco, accompagnata da Sayaka Saeki, sua fidata amica intelligente quasi quanto lei. Nonostante Touko non abbia mai corrisposto l'amore di qualcuno, non appena vede Yuu se ne innamora perdutamente al primo sguardo, e quando a quest'ultima viene proposto di unirsi al consiglio, Touko cerca in tutti i modi di farle accettare. Da qua inizia la loro storia, che a poco a poco (con non pochi problemi) si trasforma in una vera e propria relazione.

## Personaggi
Yuu Koito (小糸 侑?, Koito Yuu)
Doppiata da: Hisako Kanemoto (video promozionale del manga), Yūki Takada (anime)
Un personaggio principale della storia. Entra nella scuola superiore per trovare il suo vero amore, sperando che sia colorato come nei suoi preferiti shōjo-manga. Dopo aver conosciuto Touko, iniziò immediatamente una relazione amichevole con lei e in seguito entrò nel consiglio degli studenti. A poco a poco ha iniziato a sviluppare sentimenti amorosi per Touko.
Touko Nanami (七海 燈子?, Nanami Touko)
Doppiata da: Minako Kotobuki
Un personaggio principale della storia. Il presidente del Consiglio Scolastico e la ragazza più popolare della scuola. Ha respinto tutti coloro che le hanno confessato i loro sentimenti, perché non ha avuto reciprocità con nessuno di loro. Tuttavia, avendo incontrato Yuu, ha iniziato a provare sentimenti amorosi per lei.Che prova continuamente a essere perfetta e che odia se stessa perché non lo è.
Sayaka Saeki (佐伯 沙弥香?, Saeki Sayaka)
Doppiata da: Ai Kayano
Una ragazza del consiglio studentesco che prova sentimenti amorosi verso Touko. Compagna di classe di Touko condivide con lei una competizione amichevole su chi ottiene il punteggio più elevato agli esami che sostengono le due ragazze.
Seiji Maki (槙 聖司?, Maki Seiji)
Doppiato da: Taichi Ichikawa
Un ragazzo del consiglio studentesco che adora guardare le relazioni di amore (infatti fa il tifo che le due protagoniste si mettano insieme), ma non esserne il protagonista.
Suguru Dōjima (堂島 卓?, Dōjima Suguru)
Doppiato da: Shō Nogami
Un ragazzo del consiglio studentesco.
Koyomi Kanō (叶 こよみ?, Kanō Koyomi)
Doppiata da: Konomi Kohara
Un'amica e compagna di classe di Yuu. Desidera intensamente di diventare una scrittrice professionista.
Akari Hyūga (日向 朱里?, Hyūga Akari)
Doppiata da: Yuka Terasaki
Un'amica e compagna di classe di Yuu.

## Media

### Manga
Il manga, scritto e disegnato da Nio Nakatani, ha iniziato la serializzazione sulla rivista Dengeki Daioh di ASCII Media Works il 27 aprile 2015. Il primo volume tankōbon è stato pubblicato sotto l'etichetta Dengeki Comics Next il 27 ottobre 2015 e al 27 novembre 2019 ne sono stati messi in vendita in tutto otto. Un'edizione italiana è stata pubblicata da J-Pop dal 30 gennaio 2019 all'11 marzo 2020. La traduzione dei testi è stata curata da Ilenia Cerillo. In America del Nord i diritti sono stati acquistati da Seven Seas Entertainment.

#### Volumi
| Nº | Titolo italiano Giapponese 「Kanji」 - Rōmaji - Traduzione letterale | Data di prima pubblicazione              | Data di prima pubblicazione              |
| Nº | Titolo italiano Giapponese 「Kanji」 - Rōmaji - Traduzione letterale | Giapponese                               | Italiano                                 |
| 1  | Bloom Into You 1 「好きを知らない少女が出会う、一筋縄ではいかない──女の子同士の恋愛」 - Suki o shiranai shōjo ga deau, hitosujinawade wa ikanai ── on'nanoko dōshi no ren'ai – "Incontra una ragazza che non sa amare" | 27 ottobre 2015 ISBN 978-4-04-865432-6   | 30 gennaio 2019 ISBN 978-88-3275-660-9   |
| 2  | Bloom Into You 2 「わたしに好きは、訪れない」 - Watashi ni suki wa, otozurenai – "Non mi piace" | 27 aprile 2016 ISBN 978-4-04-865875-1    | 20 marzo 2019 ISBN 978-88-3275-745-3     |
| 3  | Bloom Into You 3 「このままでいたい。ほんとだよ。」 - Kono mama de itai. Hontoda yo. – "Voglio restare così. È davvero."                                                                                               | 26 novembre 2016 ISBN 978-4-04-892431-3  | 22 maggio 2019 ISBN 978-88-3275-808-5    |
| 4  | Bloom Into You 4 「わがままだ。あなたも、わたしも。」 - Wagamamada. Anata mo, watashi mo. – "Egoista. Io e te" | 26 giugno 2017 ISBN 978-4-04-892919-6    | 17 luglio 2019 ISBN 978-88-3275-912-9    |
| 5  | Bloom Into You 5 「ここではない場所へ」 - Kokode wanai basho e – "In un posto non qui" | 26 gennaio 2018 ISBN 978-4-04-893541-8   | 18 settembre 2019 ISBN 978-88-349-0001-7 |
| 6  | Bloom Into You 6 「先輩はもう、大丈夫だね。」 - Senpai wa mou, daijoubu da ne. – "Senpai sta bene adesso." | 27 settembre 2018 ISBN 978-4-04-912047-9 | 13 novembre 2019 ISBN 978-88-349-0084-0  |
| 7  | Bloom Into You 7 「学校に残る侑は、好きがわからずに……。」 - Gakkō ni nokoru Yū wa, suki ga wakarazu ni… … . – "Yu rimane a scuola senza conoscere i suoi gusti."                                                       | 26 aprile 2019 ISBN 978-4-04-912493-4    | 15 gennaio 2020 ISBN 978-88-349-0140-3   |
| 8  | Bloom Into You 8 「好きを知らない少女たちの恋物語、最終巻。」 - Suki o shiranai shōjo-tachi no koi monogatari, saishū maki. – "La storia d'amore di ragazze che non conoscono il loro gradimento, il volume finale."   | 27 novembre 2019 ISBN 978-4-04-912869-7  | 11 marzo 2020 ISBN 978-88-349-0199-1     |

### Anime

Yū e Tōko in una scena dell'anime

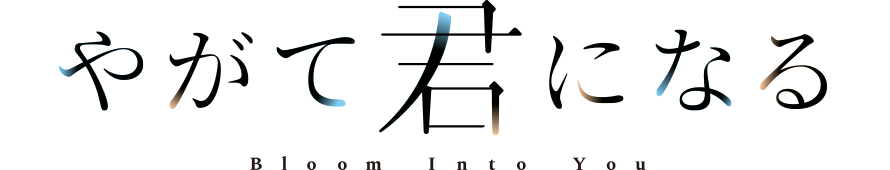
Logo della serie

Annunciato il 27 aprile 2018 sul numero di giugno di Dengeki Daiō, un adattamento anime, prodotto da Troyca e diretto da Makoto Katō, è andato in onda dal 5 ottobre al 28 dicembre 2018. La composizione della serie è stata affidata a Jukki Hanada, il character design a Hiroaki Gōda mentre la colonna sonora è stata composta da Michiru Ōshima. Le sigle di apertura e chiusura sono rispettivamente Kimi ni furete (君にふれて?) di Riko Azuna e Hectopascal di Yūki Takada e Minako Kotobuki. I diritti di distribuzione in varie parti del mondo sono stati acquistati da Sentai Filmworks.

#### Episodi
| Nº | Titolo italiano (traduzione letterale) Giapponese 「Kanji」 - Rōmaji                                                                    | In onda          | In onda |
| Nº | Titolo italiano (traduzione letterale) Giapponese 「Kanji」 - Rōmaji                                                                    | Giapponese       |         |
| 1  | Io non raggiungo le stelle 「わたしは星に届かない」 - Watashi wa hoshi ni todokanai                                                     | 5 ottobre 2018   |         |
| 2  | Aumento di temperatura / richiesta di primo amore 「発熱／初恋申請」 - Hatsunetsu / hatsukoi shinsei                                    | 12 ottobre 2018  |         |
| 3  | Ancora tra le nuvole / la persona a cui piaccio 「まだ大気圏／わたしを好きな人」 - Mada taikiken / watashi o suki na hito               | 19 ottobre 2018  |         |
| 4  | Il divario tra amore e baci / non sono un'attrice 「好きとキスの距離／役者じゃない」 - Suki to kisu no kyori / yakusha janai            | 26 ottobre 2018  |         |
| 5  | Problemi di scelte / problemi di scelte - seconda parte 「選択問題／続・選択問題」 - Sentaku mondai / zoku: sentaku mondai              | 2 novembre 2018  |         |
| 6  | Reprimendo le parole / reprimendo con le parole 「言葉は閉じ込めて／言葉で閉じ込めて」 - Kotoba wa tojikomete / kotoba de tojikomete    | 9 novembre 2018  |         |
| 7  | Tanti segreti / scintille 「秘密のたくさん／種火」 - Himitsu no takusan / tanebi                                                        | 16 novembre 2018 |         |
| 8  | Punto di intersezione / pioggia che costringe in casa 「交点／降り籠める」 - Kōten / furikomeru                                         | 23 novembre 2018 |         |
| 9  | Sulle tue tracce / non riesco a udire la pistola di segnalazione 「位置について／号砲は聞こえない」 - Ichi ni tsuite / gōhō wa kikoenai | 30 novembre 2018 |         |
| 10 | Me insufficiente / stella di mezzogiorno / miraggio 「私未満／昼の星／逃げ水」 - Watashi-miman / hiru no hoshi / nigemizu               | 7 dicembre 2018  |         |
| 11 | Il baricentro del triangolo / miccia 「三角形の重心／導火」 - Sankakkei no jūshin / dōka                                                | 14 dicembre 2018 |         |
| 12 | Se ne fossi cosciente, non riuscirei nemmeno a respirare 「気が付けば息も出来ない」 - Kigatsukeba iki mo dekinai                        | 21 dicembre 2018 |         |
| 13 | Fino alla stazione terminale / faro 「終着駅まで／灯台」 - Shūchakueki made / tōdai                                                     | 28 dicembre 2018 |         |

## Accoglienza
Nel 2018, il manga ha raggiunto le 700 000 copie vendute.